# Lista postaci serialu Degrassi: Nowy rocznik
Poniżej znajduje się lista postaci kanadyjskiego serialu młodzieżowego Degrassi: Nowy rocznik. Lista jest uporządkowana alfabetycznie.

## Uczniowie
| Postać                  | Aktor/ka           | Występowanie (sezony) |   |
| W obsadzie głównej      | Gościnnie          |                       |   |
| ----------------------- | ------------------ | --------------------- | - |
| Baaz Nahir              | Amir Bageria       | 1–obecnie             | – |
| Esme Song               | Chelsea Clark      | 1–obecnie             | – |
| Frankie Hollingsworth   | Sara Waisglass     | 1–obecnie             | – |
| Goldi Nahir             | Soma Bhatia        | 1–obecnie             | – |
| Grace Cardinal          | Nikki Gould        | 1–obecnie             | – |
| Hunter Hollingsworth    | Spencer Macpherson | 1–obecnie             | – |
| Jonah Haak              | Ehren Kassam       | 1–obecnie             | – |
| Lola Pacini             | Amanda Arcuri      | 1–obecnie             | – |
| Maya Matlin             | Olivia Scriven     | 1–obecnie             | – |
| Miles Hollingsworth III | Eric Osborne       | 1–obecnie             | – |
| Rasha Zuabi             | Dalia Yegavian     | 3–obecnie             | – |
| Saad Al’Maliki          | Parham Rownaghi    | 3–obecnie             | – |
| Shay Powers             | Reiya Downs        | 1–obecnie             | – |
| Tiny Bell               | Richard Walters    | 1–obecnie             | – |
| Tristan Milligan        | Lyle Lettau        | 1–obecnie             | – |
| Vijay Maraj             | Dante Scott        | 1–obecnie             | – |
| Winston Chu             | Andre Kim          | 1–obecnie             | – |
| Yael Baron              | Jamie Bloch        | 1–obecnie             | – |
| Zig Novak               | Ricardo Hoyos      | 1–obecnie             | – |
| Zoë Rivas               | Ana Golja          | 1–obecnie             | – |

## Dorośli
| Postać             | Aktor/ka       | Występowanie (sezony) |   |
| W obsadzie głównej | Gościnnie      |                       |   |
| ------------------ | -------------- | --------------------- | - |
| Archie Simpson     | Stefan Brogren | 1–obecnie             | – |